# Hygropoda linearis
Espèce
Synonymes
- Hypsithylla linearis Simon, 1903

Hygropoda linearis est une espèce d'araignées aranéomorphes de la famille des Pisauridae.

## Distribution
Cette espèce est endémique de Madagascar.

## Description
La femelle subadulte holotype mesure 15 mm.

## Publication originale
- Simon, 1903 : Descriptions d'arachnides nouveaux. Annales de la Société entomologique de Belgique, vol. 47, p. 21-39 (texte intégral).